# تشارلي غرين (مغني)
تشارلي غرين (بالإنجليزية: Charlie Green)‏ هو مغني بريطاني، ولد في 16 فبراير 1997.

## وصلات خارجية
- الموقع الرسمي
- تشارلي غرين على موقع ميوزك برينز (الإنجليزية)
- تشارلي غرين على موقع ميوزك برينز (الإنجليزية)